# Sigismundkapelle (Krakau)

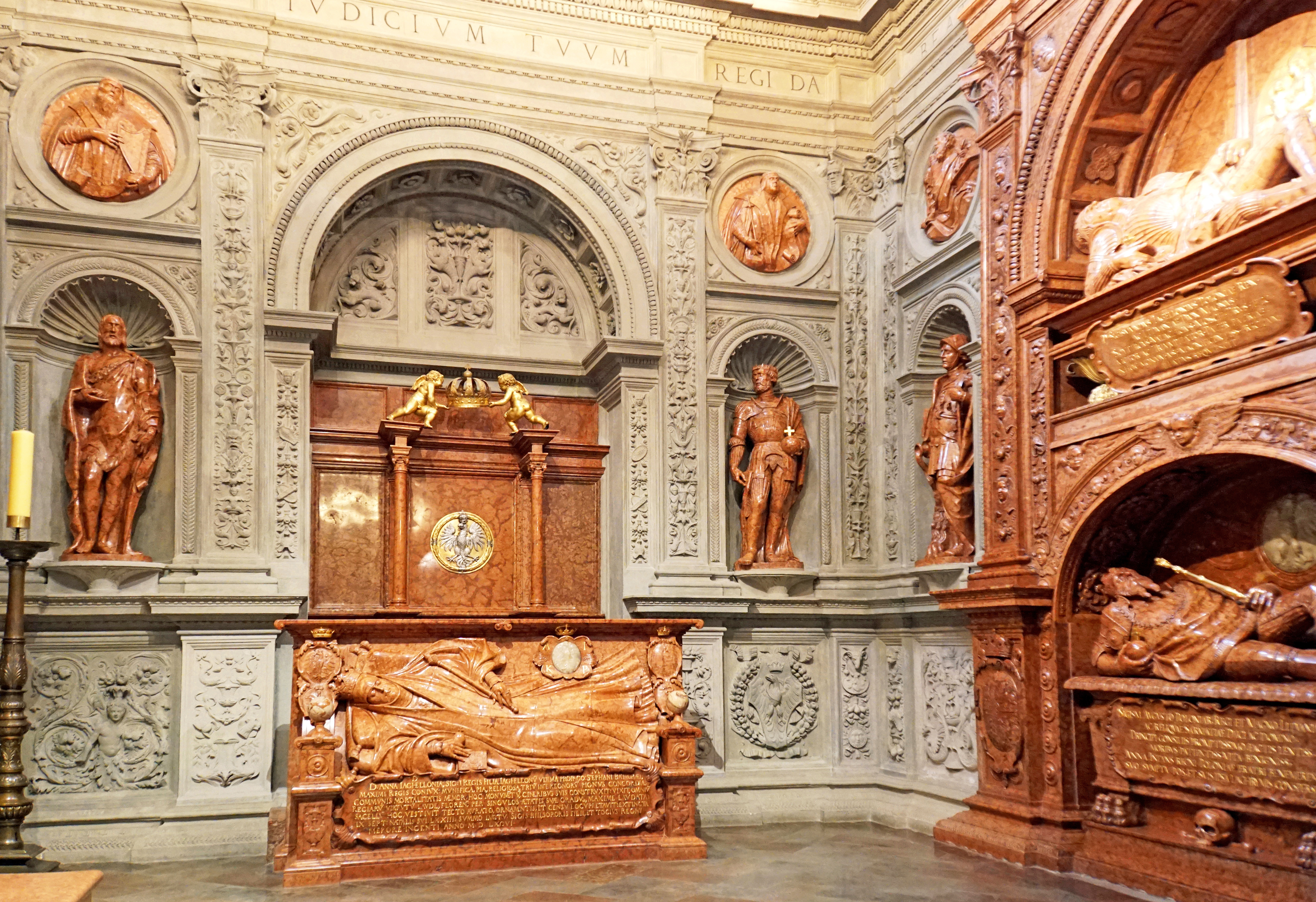
Inneres

Die von 1519 bis 1531 errichtete Sigismund-Kapelle, auch „Königs-Kapelle“ oder „Jagiellonen-Kapelle“ (polnisch Kaplica Zygmuntowska) genannt, ist eine der neunzehn Kapellen, die die Krakauer Kathedrale umgeben.
Der deutsche Kunsthistoriker August Essenwein nannte sie 1867 „eine Renaissanceperle diesseits der Alpen“. Sie stellt ein Beispiel der florentinischen Architektur der Renaissance außerhalb Italiens dar.

## Geschichte

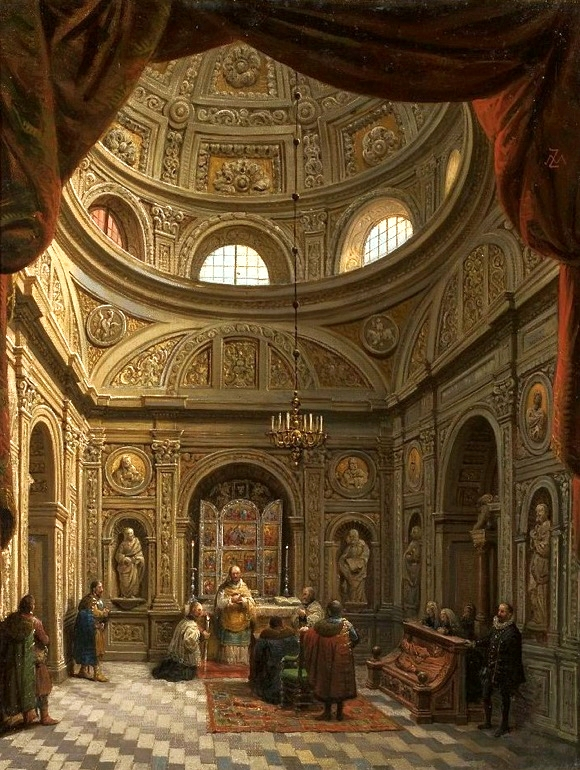
Inneres der Sigismundkapelle nach einem Gemälde von Marcin Zaleski in der ersten Hälfte des 19. Jahrhunderts

Nach dem Tode von Barbara Zápolya, der ersten Gemahlin des Königs Sigismund des Alten beschloss der verwitwete König ein Mausoleum seiner Dynastie zu errichten.
Der König beauftragte den florentinischen Architekten Bartolomeo Berrecci (1480–1537), der ihm im Jahre 1517 die ersten Entwürfe der Kapelle vorstellte.
Der Bau begann 1519 nach dem Abbruch der gotischen Kasimir-Kapelle. Die Kapelle wurde bis 1524 im Rohzustand errichtet, die Kuppel kam 1526 hinzu, das Ende der Bauarbeiten erfolgte 1531. Die Kapelle wurde 1533 eingeweiht.
Beim Bau halfen Berecci weitere italienische Künstler: Antonio da Fiesole, Niccolo Castiglione, Filippo da Fiesole, Bernardino Zanobi de Gianotis, Giovanni Soli, Giovanni Cini da Siena und Giovanni Maria Padovano.
Die Familienmitglieder der Jagiellonen wurden unterhalb der Kapelle in den Krypten der Königsgräber auf dem Wawel beigesetzt.

## Architektur
Die Kapelle wurde auf einem quadratischen Grundriss errichtet. Die elliptische Kuppel ruht auf einem achteckigen Tambour mit runden Fenstern und ist mit Fischschuppen aus vergoldetem Kupferblech bedeckt. Die Außenwände sind mit Pilastern und Gesimsen aufgeteilt. Den einzigen Eingang bildet ein vergitterter Bogen vom Inneren der Kathedrale.
Das Projekt ist ein selbständiges Werk Berreccis, hat keine Analoge in Italien. Es besteht nur eine entfernte Ähnlichkeit mit einer Zeichnung von Leonardo da Vinci.

## Ausstattung
Gegenüber dem Eingangsbogen befindet sich vor der Thronsitzbank von Berrecci das Grabmonument der Königin Anna Jagiellonica, rechts die prächtigen Grabmäler der Könige Sigismund I. des Alten und Sigismund II. August. Links gegenüber den Grabmälern steht der silberne Altar, der zwischen 1531 und 1538 in Nürnberg von Melchior Baier nach einem Entwurf von Peter Flötner geschaffen wurde. In Wandnischen sind Heiligenstatuen aufgestellt.
Die Wände sind mit Groteskornamenten mit mythologischen Motiven sowie Panoplien geschmückt.
Die Kuppel ist mit Kassetten aufgeteilt. Im Inneren der Kassetten befinden sich steinerne Rosetten. Die Laternendecke wird von der Inschrift BARTHOLOMEO FLORENTINO OPIFICE umgeben.
Das Grabmal des Königs Sigismund I. des Alten ist nach dem Entwurf von Berrecci entstanden, das von Sigismund II. August ist ein Werk von Santi Gucci.
Die Thronsitzbank von Berrecci wurde vorne mit einer marmornen Grabplatte der Königin Anna Jagiellonica von Santi Gucci geschlossen.
Der Flügelaltar (1531–1538) wurde nach einem Entwurf von Hans Dürer von einer Gruppe Nürnberger Künstler errichtet. Die Flachreliefs der Innenseite wurden nach dem Entwurf von Peter Flötner in Silberblech von Melchior Baier getrieben. Die Außenseiten der Altarflügel füllen Passionsbilder von Georg Pencz.
Das Gitter am Eingang mit den Wappen von Polen, Litauen und der Familie Sforza (1530–1532) stammt aus der Werkstatt von Hans Vischer.

## Krypta
In der Krypta unterhalb der Kapelle steht der Sarkophag von König Sigismund I. dem Alten. Die sterblichen Überreste von Anna Jagiellonica und Sigismund II. August befinden sich hingegen in der Krypta unter dem südlichen Chorumgang.

Abbildungen
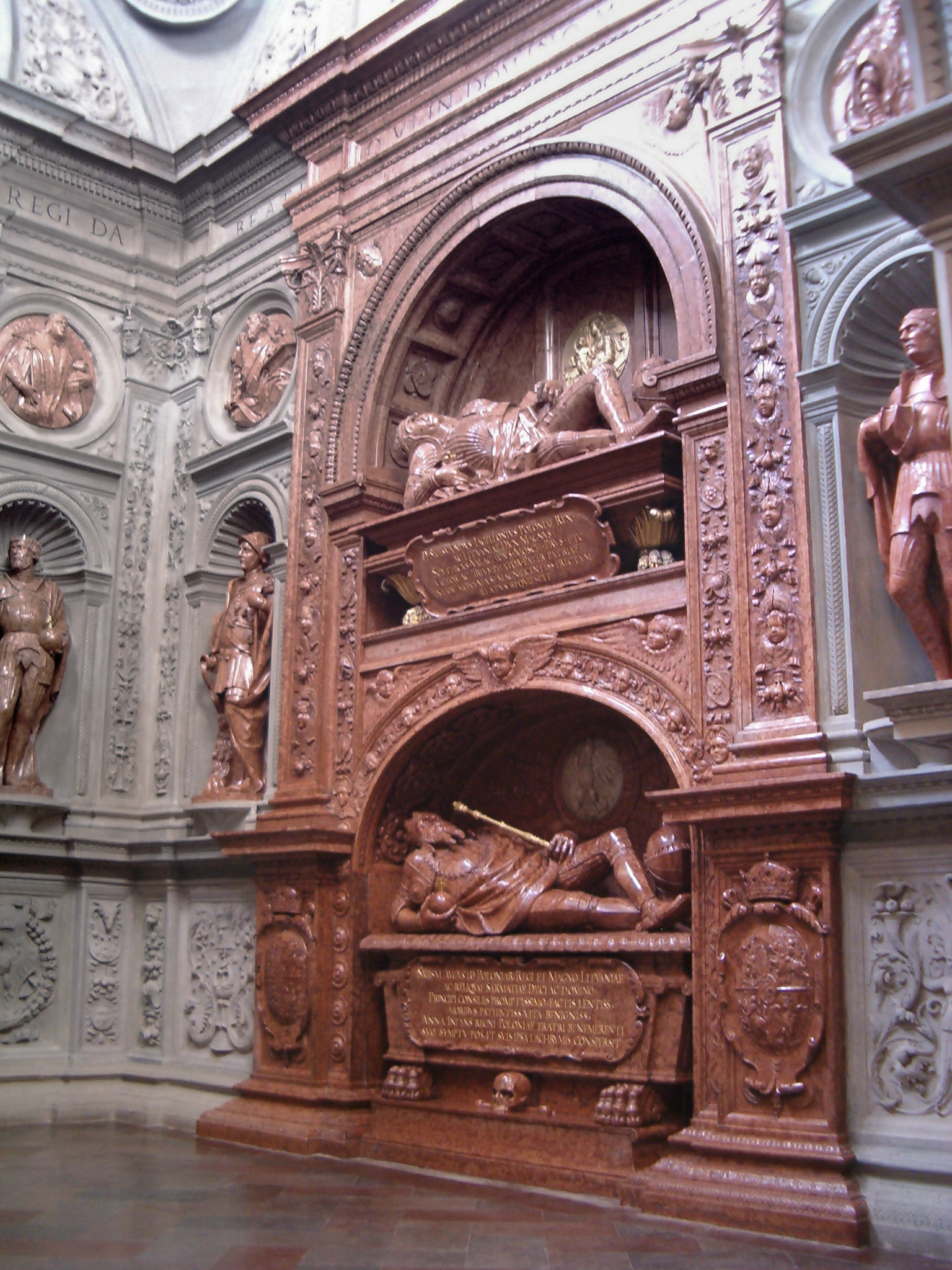
Sigismundgrabmale
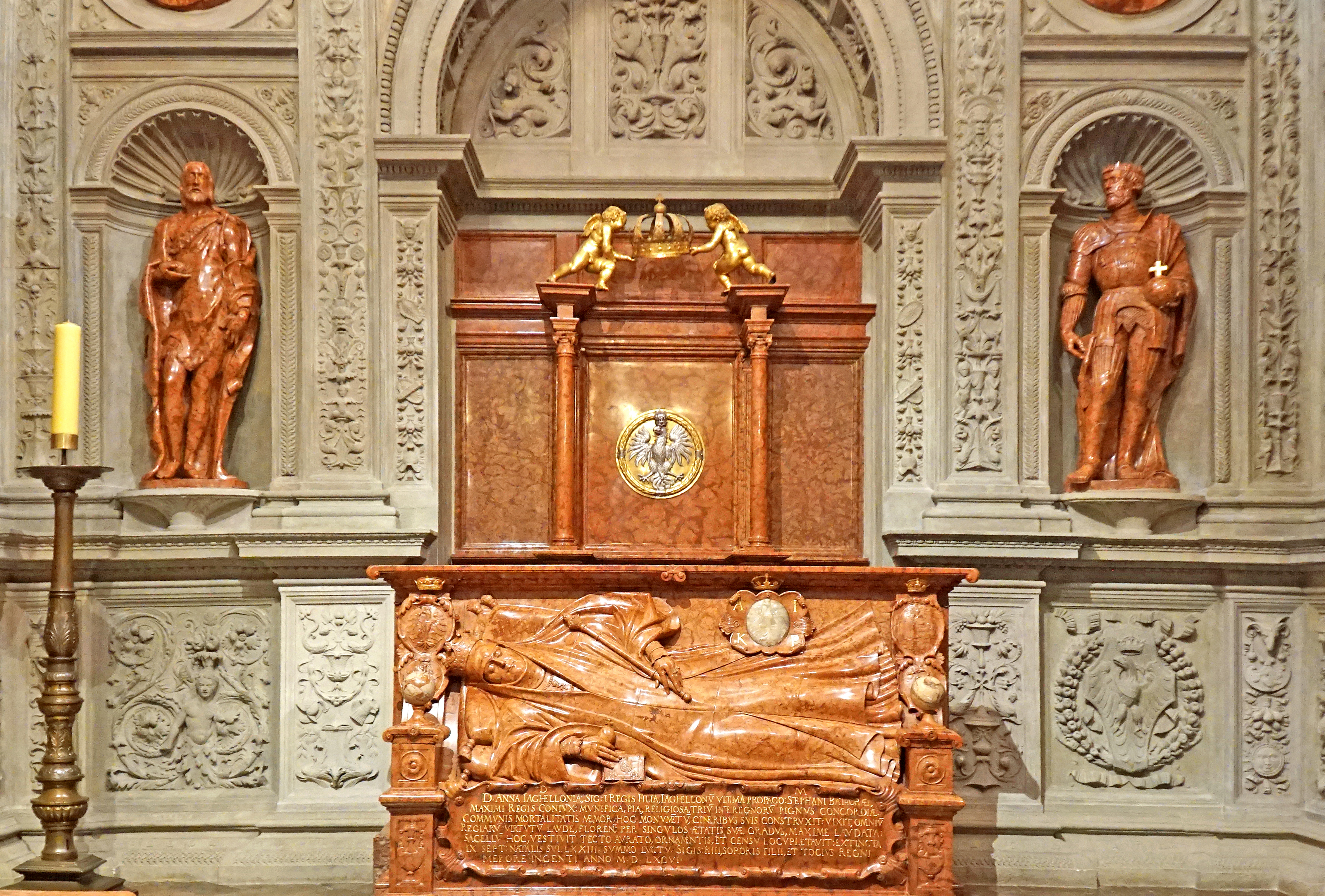
Annagrabmal
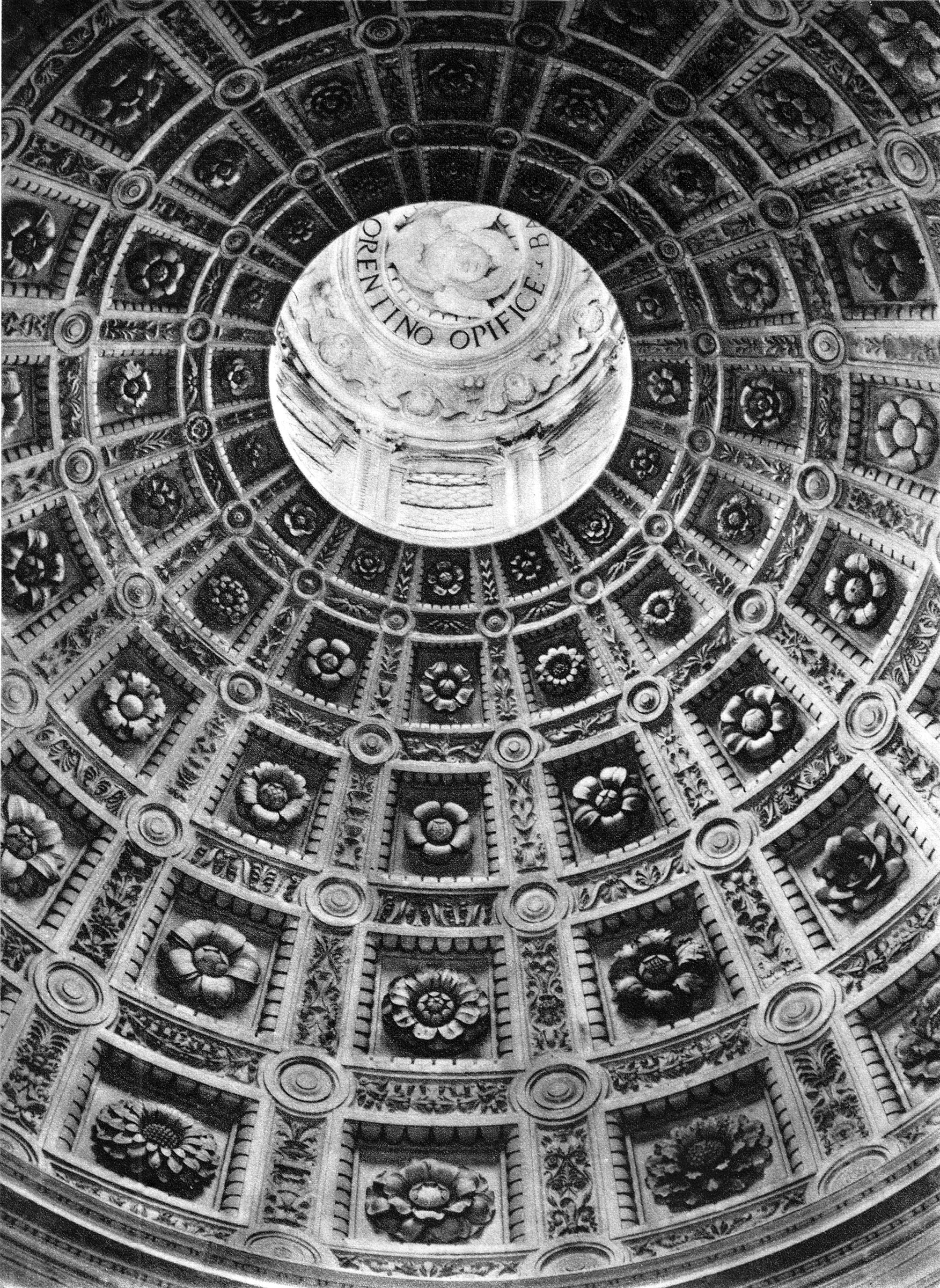
Kuppel
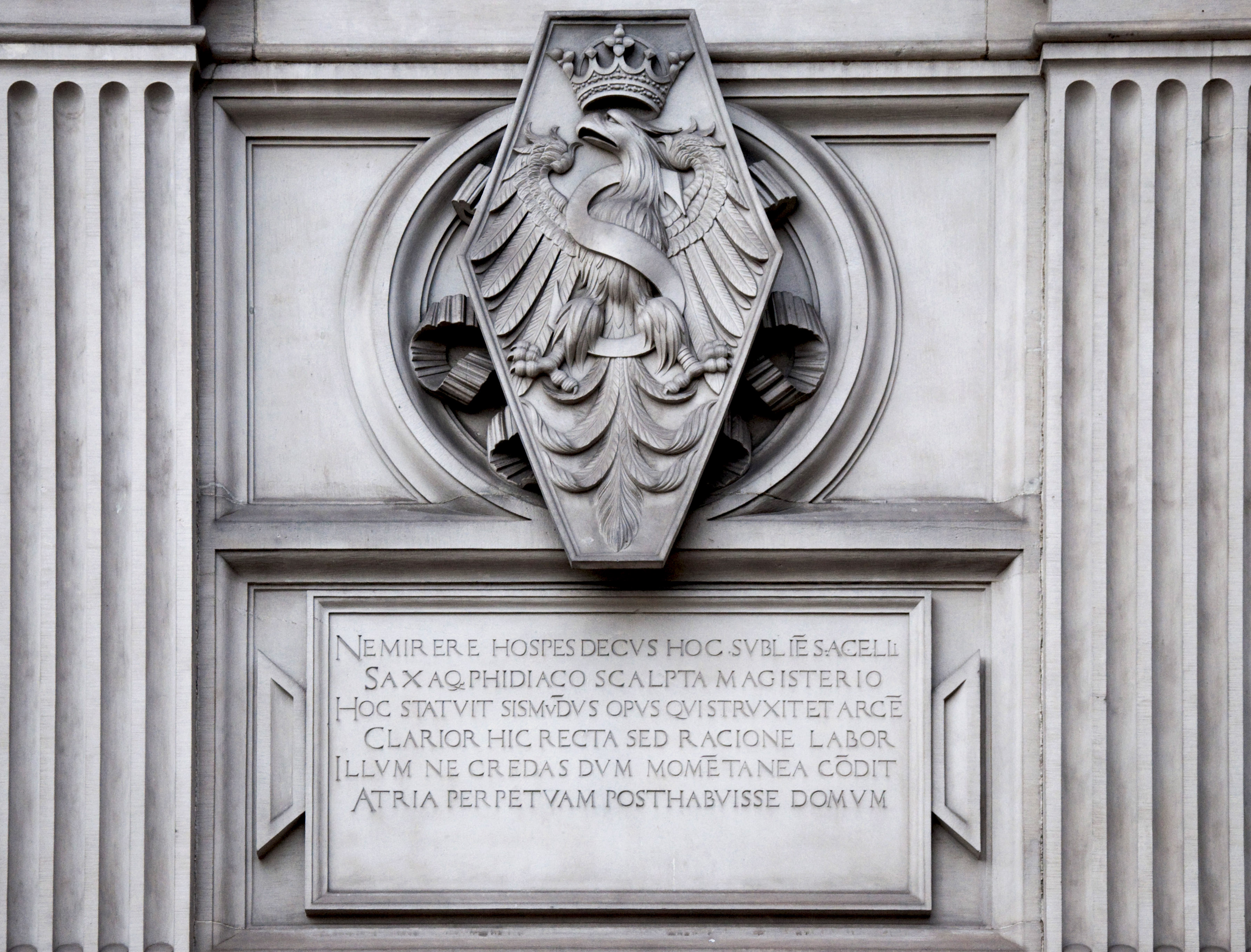
Jagiellonen-Wappen
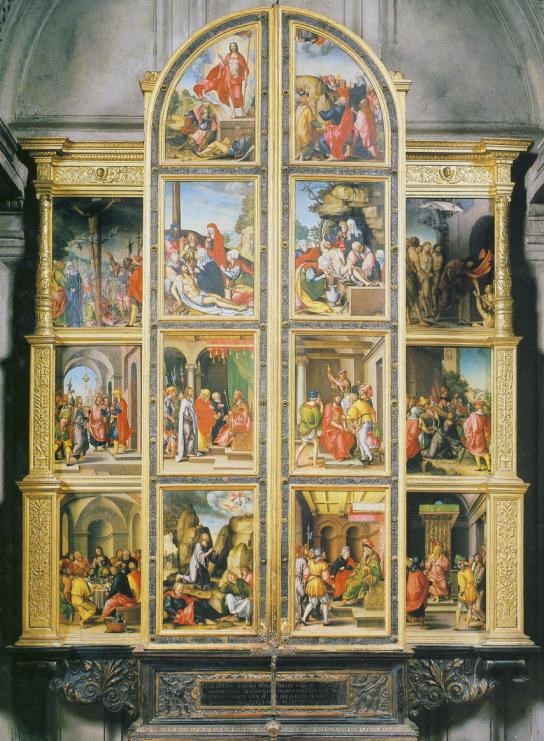
Pencz-Altar (geschlossen)
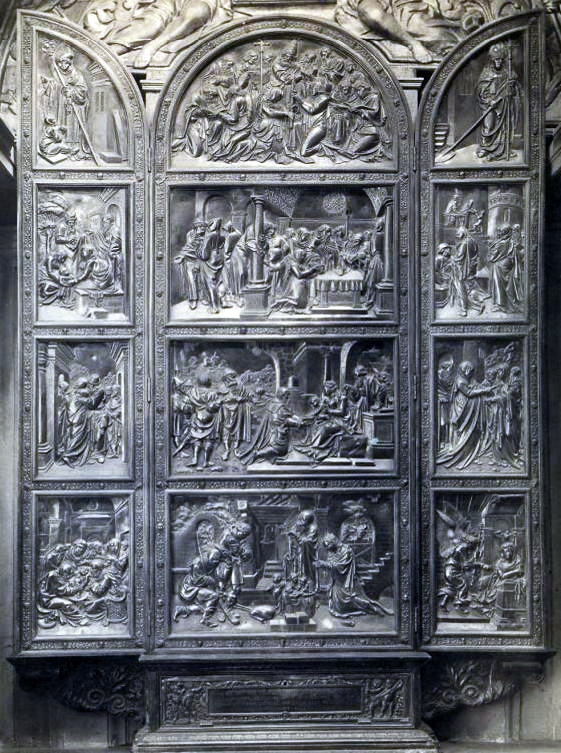
Pencz-Altar (offen)